# Minister för nordiskt samarbete (Sverige)
Minister för nordiskt samarbete är det statsråd i Sveriges regering som ansvarar för att handlägga nordiska samarbetsfrågor och representera sitt land i Nordiska ministerrådet. Ibland har den funnits statsråd med en titel som påvisar att denne varit ansvarig för nordiska frågor, medan dessa under andra regeringar innehafts av andra statsråd som haft andra namn på sina ministertitlar. Den nuvarande ministern ansvarig för frågorna i Sverige är EU-minister Jessica Rosencrantz.
Genom tiderna har statsråd på olika departement handlagt dessa samarbetsfrågor.

## Svenska ministrar för nordiskt samarbete sedan 1970
| Nr |  | Minister för nordiskt samarbete       | Titel                                                                                        | Tillträdde        | Avgick            | Varaktighet        | Parti | Parti              | Regering                                       |
| -- |  | ------------------------------------- | -------------------------------------------------------------------------------------------- | ----------------- | ----------------- | ------------------ | ----- | ------------------ | ---------------------------------------------- |
| 1  |  | Kjell-Olof Feldt (född 1931)          | Handelsminister och biträdande finansminister Handelsdepartementet                           | 3 oktober 1970    | 8 oktober 1976    | 6 år och 5 dagar   |       | Socialdemokraterna | Palme I S                                      |
| 2  |  | Johannes Antonsson (1921–1995)        | Kommun- och kyrkominister samt minister för nordiskt samarbete Kommundepartementet           | 8 oktober 1976    | 18 oktober 1978   | 2 år och 10 dagar  |       | Centerpartiet      | Fälldin I C – M – FP                           |
| 3  |  | Bertil Hansson (1918–2013)            | Kommun- och kyrkominister samt minister för nordiskt samarbete Kommundepartementet           | 18 oktober 1978   | 12 november 1979  | 0 år och 359 dagar |       | Folkpartiet        | Ullsten FP                                     |
| 4  |  | Staffan Burenstam Linder (1931–2000)  | Handelsminister och minister för nordiskt samarbete Handelsdepartementet                     | 12 oktober 1979   | 5 maj 1981        | 1 år och 205 dagar |       | Moderaterna        | Fälldin II C – M – FP                          |
| -  |  | Jan-Erik Wikström (tf.) (1932–2024)   | Handelsminister och minister för nordiskt samarbete Handelsdepartementet                     | 5 maj 1981        | 22 maj 1981       | 0 år och 17 dagar  |       | Folkpartiet        | Fälldin II C – M – FP                          |
| 5  |  | Björn Molin (1932–2024)               | Handelsminister samt minister för nordiskt samarbete Handelsdepartementet                    | 22 maj 1981       | 8 oktober 1982    | 1 år och 156 dagar |       | Folkpartiet        | Fälldin III C – FP                             |
| 6  |  | Svante Lundkvist (1919–1991)          | Jordbruksminister samt minister för nordiskt samarbete Jordbruksdepartementet                | 8 oktober 1982    | 10 oktober 1986   | 4 år och 2 dagar   |       | Socialdemokraterna | Palme II S Carlsson I S                        |
| 7  |  | Ulf Lönnqvist (1936–2022)             | Idrotts-, turism- och ungdomsminister Jordbruksdepartementet                                 | 10 oktober 1986   | 4 oktober 1988    | 1 år och 360 dagar |       | Socialdemokraterna | Carlsson I S                                   |
| 8  |  | Mats Hellström (född 1942)            | Jordbruksminister Jordbruksdepartementet                                                     | 4 oktober 1988    | 4 oktober 1991    | 3 år och 0 dagar   |       | Socialdemokraterna | Carlsson I S Carlsson II S                     |
| 9  |  | Olof Johansson (född 1937)            | Miljöminister samt minister för nordiskt samarbete Miljö- och naturresursdepartementet       | 4 oktober 1991    | 16 juni 1994      | 2 år och 255 dagar |       | Centerpartiet      | Carl Bildt M – FP – C – KD                     |
| 10 |  | Börje Hörnlund (född 1935)            | Arbetsmarknadsminister samt minister för nordiskt samarbete Arbetsmarknadsdepartementet      | 16 juni 1994      | 7 oktober 1994    | 0 år och 113 dagar |       | Centerpartiet      | Carl Bildt M – FP – C – KD                     |
| 11 |  | Mats Hellström (född 1942)            | Europa- och utrikeshandelsminister samt minister för nordiskt samarbete Utrikesdepartementet | 7 oktober 1994    | 22 mars 1996      | 1 år och 167 dagar |       | Socialdemokraterna | Carlsson III S                                 |
| 12 |  | Margareta Winberg (född 1947)         | Arbetsmarknadsminister samt minister för nordiskt samarbete Arbetsmarknadsdepartementet      | 22 mars 1996      | 7 oktober 1998    | 2 år och 199 dagar |       | Socialdemokraterna | Persson S                                      |
| 13 |  | Leif Pagrotsky (född 1951)            | Utrikeshandelsminister och minister för nordiskt samarbete Utrikesdepartementet              | 7 oktober 1998    | 21 oktober 2002   | 4 år och 14 dagar  |       | Socialdemokraterna | Persson S                                      |
| 14 |  | Berit Andnor (född 1954)              | Barn- och familjeminister (2002-2004) Socialminister (2004-2006) Socialdepartementet         | 21 oktober 2002   | 6 oktober 2006    | 3 år och 350 dagar |       | Socialdemokraterna | Persson S                                      |
| 15 |  | Cristina Husmark Pehrsson (född 1947) | Socialförsäkringsminister samt minister för nordiskt samarbete Socialdepartementet           | 6 oktober 2006    | 5 oktober 2010    | 3 år och 364 dagar |       | Moderaterna        | Reinfeldt M – C – FP – KD                      |
| 16 |  | Ewa Björling (född 1961)              | Handelsminister samt minister för nordiskt samarbete Utrikesdepartementet                    | 5 oktober 2010    | 3 oktober 2014    | 3 år och 363 dagar |       | Moderaterna        | Reinfeldt M – FP – C – KD                      |
| 17 |  | Kristina Persson (född 1945)          | Minister för strategi och framtidsfrågor samt nordiskt samarbete Statsrådsberedningen        | 3 oktober 2014    | 25 maj 2016       | 1 år och 235 dagar |       | Socialdemokraterna | Löfven I S – MP                                |
| 18 |  | Margot Wallström (född 1954)          | Utrikesminister Utrikesdepartementet                                                         | 25 maj 2016       | 21 januari 2019   | 2 år och 241 dagar |       | Socialdemokraterna | Löfven I S – MP                                |
| 19 |  | Ann Linde (född 1961)                 | Utrikeshandelsminister samt minister med ansvar för nordiska frågor Utrikesdepartementet     | 21 januari 2019   | 10 september 2019 | 0 år och 232 dagar |       | Socialdemokraterna | Löfven II S – MP                               |
| 20 |  | Anna Hallberg (född 1963)             | Utrikeshandelsminister samt minister med ansvar för nordiska frågor Utrikesdepartementet     | 10 september 2019 | 18 oktober 2022   | 3 år och 38 dagar  |       | Socialdemokraterna | Löfven II S – MP Löfven III S – MP Andersson S |
| 21 |  | Jessika Roswall (född 1972)           | EU-minister Statsrådsberedningen                                                             | 18 oktober 2022   | 10 september 2024 | 1 år och 328 dagar |       | Moderaterna        | Kristersson M – KD – L                         |
| 22 |  | Jessica Rosencrantz (född 1987)       | EU-minister Statsrådsberedningen                                                             | 10 september 2024 | nuvarande         | 0 år och 173 dagar |       | Moderaterna        | Kristersson M – KD – L                         |